# Estreito de Torres

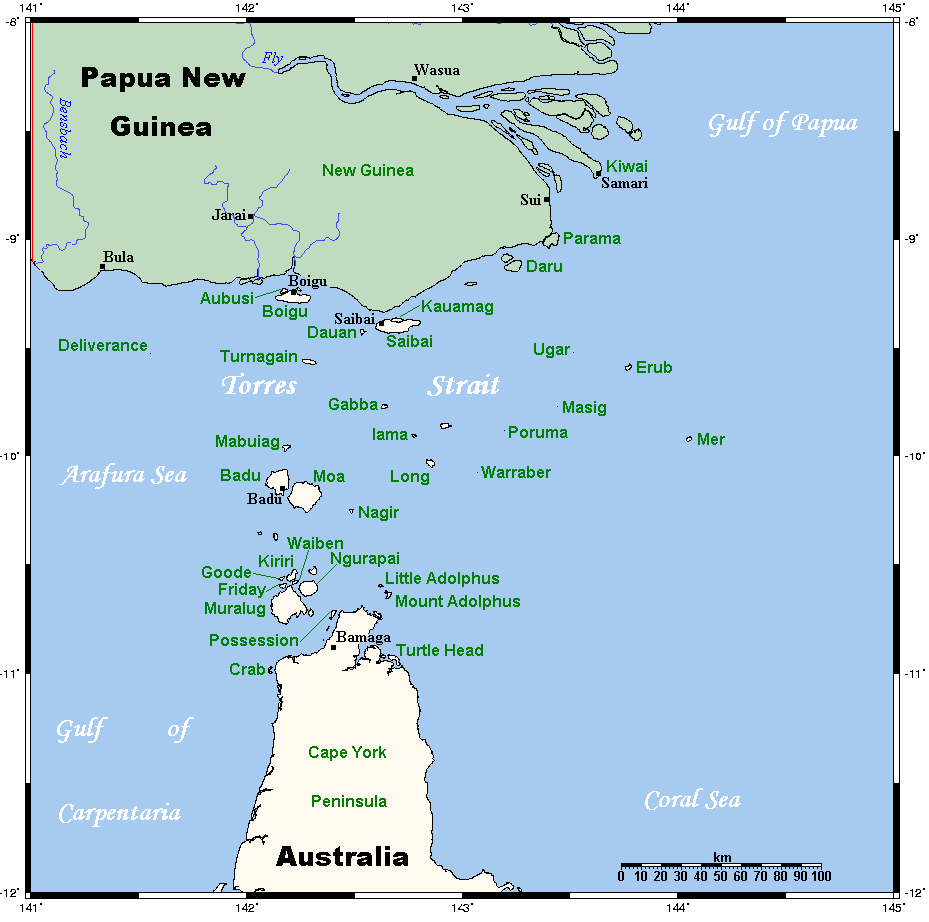
Mapa do estreito de Torres e das muitas ilhas que inclui

O estreito de Torres é uma passagem náutica entre a península de York, extremo norte da Austrália, e a Nova Guiné, ilha da Melanésia, parte do estado independente de Papua-Nova Guiné e outra parte território da Indonésia. Tem cerca de 150 km de largura, 48 000 km² de área, e é pontilhado por uma grande quantidade de ilhas denominadas ilhas do Estreito de Torres, algumas habitadas. Foi "descoberto" pelo navegador luso Luís Vaz de Torres.

## Geografia

### O estreito
O estreito une o mar de Coral, no leste, ao mar de Arafura, ao golfo de Carpentária e ao mar de Timor, a oeste, todos pertencentes ao oceano Pacífico. Tem cerca de 150 km de largura e 48 000 km² de área total. É muito raso, e um labirinto de recifes e ilhas o tornam muito difícil de navegar. Importante rota de navegação, encontra-se hoje muito bem mapeado e sinalizado.
Durante o Pleistoceno a área onde se localiza o estreito estava seca e permitiu a passagem de populações de homens e animais entre a Ásia e a Austrália. Numa data entre 12 000 e 8 000 anos atrás, com o fim da glaciação, o mar voltou a ocupar o estreito, de modo parecido ao ocorrido com o estreito de Bering e a América, isolando as populações nativas.

### As ilhas

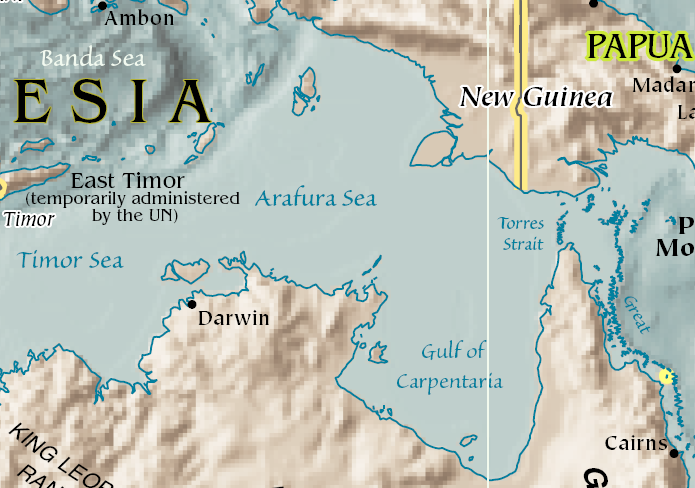
Mapa do mar de Arafura e as ilhas do Estreito de Torres

Existem 274 ilhas no estreito, distribuídas pelos seus 150 km de largura de norte a sul e espalhadas por outros 200 a 300 km de leste a oeste , sendo 17 presentemente habitadas por populações melanésias parecidas com as de Papua, num total de 8089 pessoas (censo oficial de 2001), que se utilizam do inglês e mais três idiomas nativos (Kala Lagaw Ya, Meriam Mir e Creole do Estreito de Torres). 
Elas apresentam diferentes formações geológicas, sendo agrupadas em cinco grupos distintos,mas basicamente são: ilhas vulcânicas, de terras férteis e com picos mais elevados; ilhas de coral e areia, de topografia baixa; ilhas de formação por depósito de sedimentos dos rios da Nova Guiné; ilhas com picos de granito, sobreviventes da ponte que unia os continentes; ilhas próximas à península de York, tem o mesmo padrão geológico desta.
O clima é dominado pela monção que decorre entre Novembro e Abril. As chuvas sustentam um ecossistema de floresta tropical, de características semelhantes às encontradas na Papua Nova Guiné. 
Em seu extremo leste, distam apenas 20Km da Grande Barreira de Coral. As ilhas são administradas pela Autoridade Regional do Estreito de Torres, comissão eleita pelos habitantes das ilhas e por comunidades aborígenes. Seu centro administrativo é na ilha Thursday.

## História

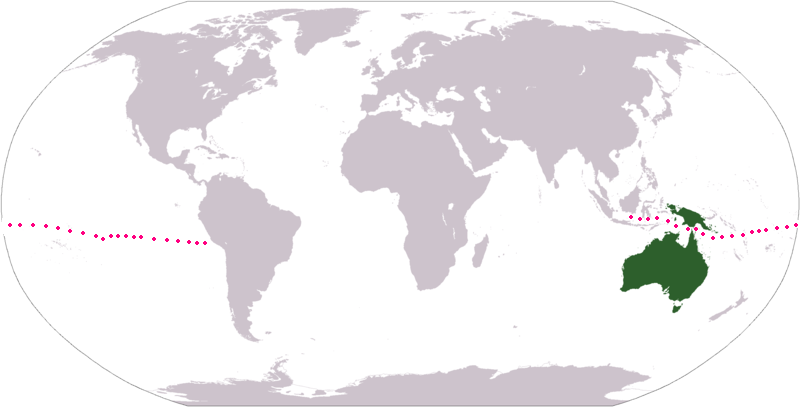
Rota da viagem de Torres, do Peru às Filipinas

O primeiro ocidental a navegar pelo estreito foi o navegador português Luís Vaz de Torres, então o segundo em comando de uma expedição naval espanhola comandada por Pedro Fernandes de Queirós, que partiu do Peru para explorar o sul do Oceano Pacífico, de leste para oeste, em 1605. Quando Queirós, após descobrir as ilhas Vanuatu, e com problemas no barco, retornou para a costa da América para comunicar sua descoberta, Torres ficou encarregado de prosseguir rumo oeste em outro barco, o San Pedro, com a programada tentativa de chegar a Manila pelas Molucas. Velejou pela costa meridional da Nova Guiné e deve ter pelo menos avistado a extremidade norte da Austrália, embora não existam registros específicos disso. Deixou um relato detalhado de sua viagem, localizado em Manila, no ano de 1769 pelo geógrafo escocês Alexander Dalrymple, que foi quem batizou o estreito com o nome Torres.
Em 1770, quando James Cook anexou a Austrália ocidental à coroa britânica, se encontrava na ilha da Possessão, uma das ilhas do estreito. Estas foram anexadas à província australiana de Queensland em 1879 e ficaram fazendo parte da colônia britânica, mesmo as que ficavam perto da costa da Nova Guiné.
Quando da independência de Papua-Nova Guiné da Austrália, em 1975, o estreito foi dividido ao meio entre as duas nações, mas as ilhas ganharam um estatuto especial, e mesmo as que estão em águas territoriais de Papua, fazem parte da Austrália, por vontade de seus habitantes, manifesta em votação plebiscitária. Foram nativos do estreito também que ganharam uma importante causa na suprema corte da Austrália, em 1992, que dá aos aborígenes direitos de propriedade sobre as terras ancestrais, sem depender dos títulos oriundos da coroa britânica.

## Curiosidades
- O estreito de Torres é mencionado no livro Vinte mil léguas submarinas, de Julio Verne, como um local perigoso para o fictício submarino Nautilus passar.
- O velejador Aleixo Belov, o primeiro brasileiro a dar a volta ao mundo em solitário num veleiro, narra detalhadamente sua passagem pelo estreito, no livro Em busca do oriente (Ed. Belov, Salvador,1982).